# Millmoor
Millmoor – stadion piłkarski w Rotherham, Anglia. W latach 1907–2008 swoje mecze rozgrywał na nim zespół Rotherham United.
Rekord frekwencji padł 13 grudnia 1952 w meczu Division Two pomiędzy Rotherham United a Sheffield United; spotkanie obejrzało 25 170 widzów.
W 2008 roku po nieporozumieniu się zarządu klubu z właścicielem stadionu Kenem Boothem, klub musiał przenieść się na obiekt w Sheffield – Don Valley Stadium. W przyszłości ma zostać oddany do użytku nowy, liczący 12 000 miejsc stadion w Rotherham.